# Bobonong

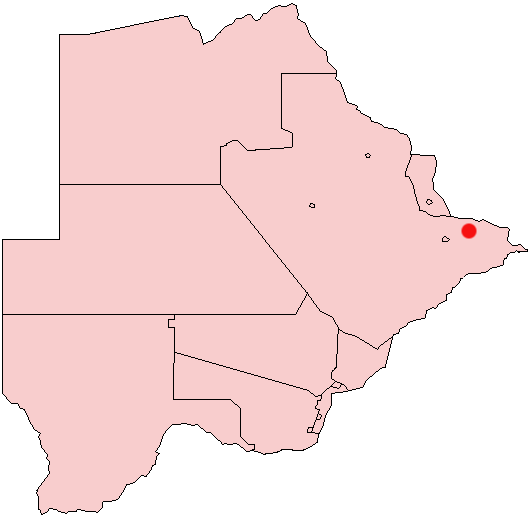

Bobonong este un sat în Botswana.